# Taiki Tamukai
Taiki Tamukai (田向 泰輝 Tamukai Taiki?), född 24 mars 1992 i Ibaraki prefektur, är en japansk fotbollsspelare.
Tamukai började sin karriär 2014 i Mito HollyHock. Han spelade 124 ligamatcher för klubben. 2019 flyttade han till Tokushima Vortis.